# Duff Gibson
Duff Gibson, född den 11 augusti 1966 i Vaughan, Ontario, är en kanadensisk skeletonåkare,
Han tog OS-guld i skeleton i samband med de olympiska skeletontävlingarna 2006 i Turin.